# Myristica fragrans
Noz-moscada é uma das especiarias obtidas do fruto da moscadeira (Myristica fragrans), uma planta da família  das Myristicaceae, de porte alto, atingindo cerca de 10 a 15 metros de altura, com várias ramas dispostas ao longo do tronco principal. A madeira é muito boa para confecção de móveis. O consumo de uma noz-moscada inteira ou 5 g do seu pó pode produzir efeitos de intoxicação como: alucinações auditivas e visuais, descontrole motor e despersonalização. Contém miristicina, um IMAO (inibidor da monoamina oxidase).

## Origem e história

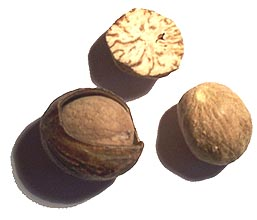
Noz-moscada

Até meados do século XIX a única fonte mundial de noz-moscada eram as pequenas Ilhas Banda, na província Indonésia das Ilhas Molucas. Utilizada desde o tempo dos romanos, a noz-moscada era uma das mais valorizadas especiarias na Idade Média, utilizada em noz e em macis como tempero e conservante na culinária e na medicina. Vendida por mercadores árabes à República de Gênova era distribuída na Europa a preços exorbitantes. Como os mercadores nunca divulgavam a localização exacta da sua fonte, nenhum europeu conseguia deduzir a sua origem.
Em nome do rei de Portugal, em agosto de 1511 Afonso de Albuquerque conquistou Malaca, que era ao tempo o centro do comércio asiático. Conseguindo obter a localização das ilhas Banda, enviou uma expedição de três navios comandados pelo seu amigo de confiança António de Abreu para as encontrar. Pilotos malaios  guiaram os portugueses via Java até Banda, onde chegaram no início de 1512. Sendo os primeiros europeus a chegar às ilhas, aí permaneceram durante cerca de um mês, comprando e enchendo os seus navios com noz-moscada e cravinho. Mais tarde a noz-moscada e o macis seriam negociados também pelos holandeses. A noz-moscada passaria depois a ser cultivada na Índia, na Malásia, nas Caraíbas e noutras regiões.

## Botânica

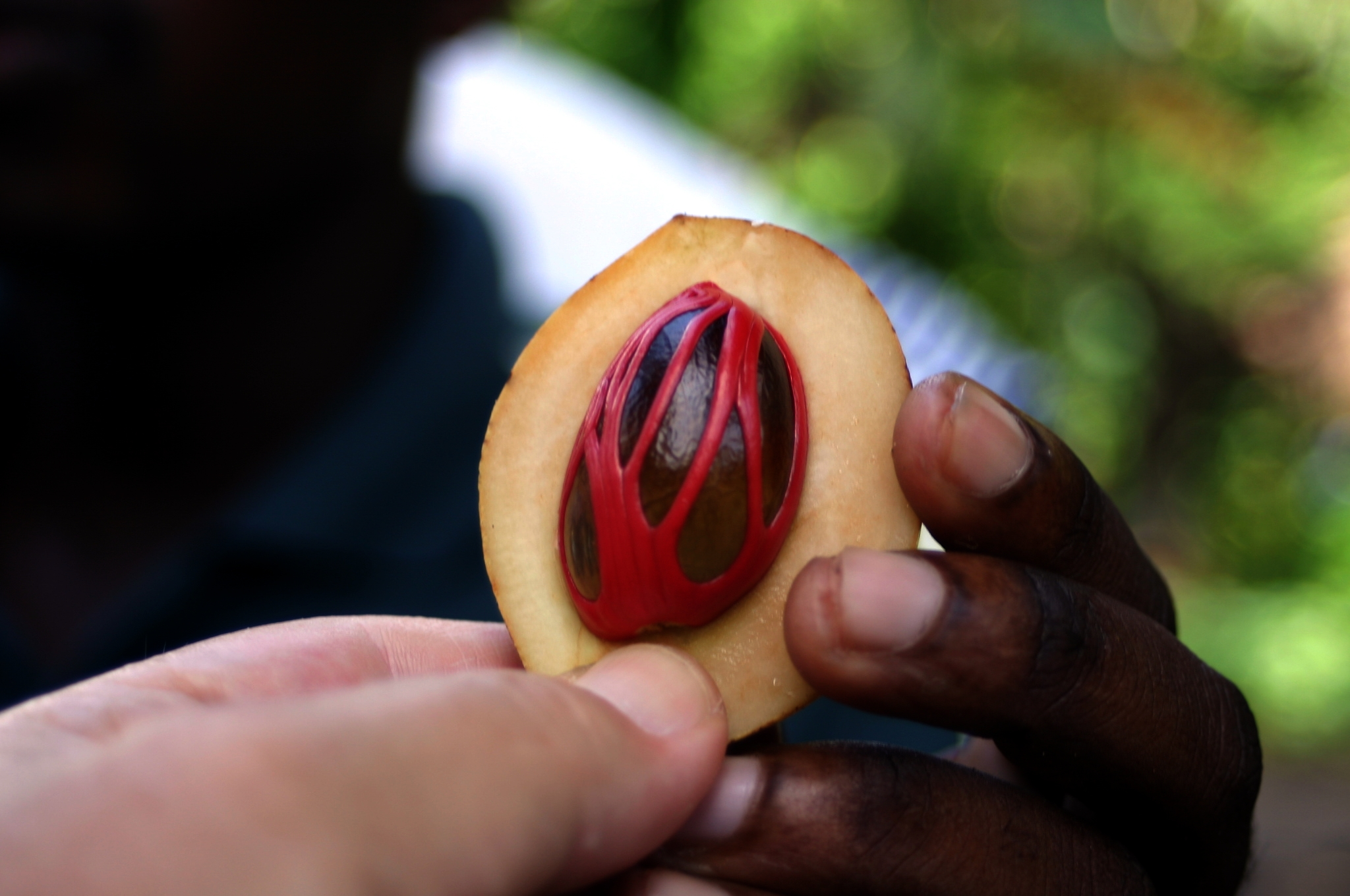
A noz-moscada, exclusiva das ilhas Banda até meados do século XIX

### Moscadeira
É a sua árvore, da família das Myristicaceae, uma planta de porte alto, atingindo cerca de 10 a 15 metros de altura, com várias ramas dispostas ao longo do tronco principal, a sua madeira é muito boa para confecção de móveis.

### Observações
- É uma planta dioica, portanto com sexos separados, plantas com flores femininas e plantas com flores masculinas. Vale ressaltar, que o caráter dioico se manifesta em uma proporção de 50% para cada sexo. A polinização é cruzada (masculinas x femininas): requer em média 10% de plantas masculinas para fecundar as flores femininas.
- As flores femininas estão dispostas na inflorescência com uma ou três flores; possuem um ovário superior (estigma), que recebe os grãos de pólen das flores masculinas, trazidos por ventos e insetos, promovendo a fecundação. As flores masculinas estão dispostas em inflorescência com uma ou três flores; possuem um receptáculo em forma de coluna, onde ficam ligadas às anteras com os grãos de pólen.

### Composição

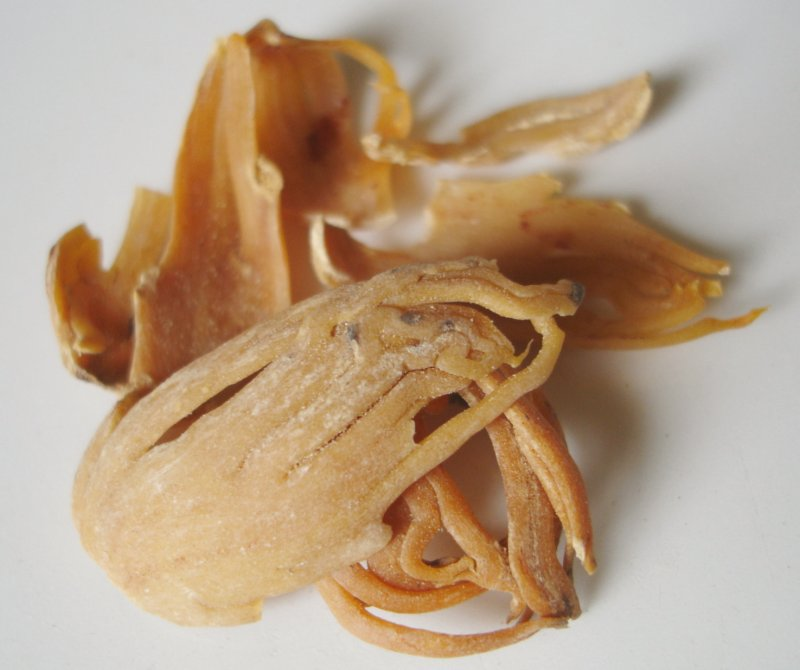
Macis

- O arilo da noz-moscada é uma membrana laranja-avermelhada que cobre a casca da noz-moscada, o qual se chama macis.
- Seu sabor lembra uma mistura de pimenta-do-reino com canela, porém mais sutil e aromático; por ser levemente adstringente, se sai melhor em pratos salgados.
- É bastante usada na cozinha devido a sua versatilidade, servindo desde pratos doces e salgados a biscoitos, tortas, pudins e bolos, até carnes e aves, como condimento.
- Possui cerca de 10% de óleo essencial, composto principalmente por hidrocarbonetos. Em altas dosagens, possui um leve teor de substâncias alucinógenas, geralmente mais de uma semente.
- Sua composição química é bastante variável, em média contém: 9,0% de água; 6,5% de compostos nitrogenados; 33% de gorduras; 4,5% óleos essenciais; 27% de amido; 14,5%de extratos não nitrogenados; 3% de celulose e 2,5% de cinzas. O óleo essencial tem na sua composição a miristicina ( C11H12O3 ), que atua como narcótico e é tóxica se ingerida em grandes quantidades.

## Plantio
- Planta adaptada ao clima quente e úmido, com temperatura média anual de 25 ºC, precipitação pluviométrica de 1 500 a 3 000 ao ano, com chuvas bem distribuídas, sem período de estiagem prolongado. Prefere as baixas altitudes, inferiores a 500 metros. Os solos mais recomendados devem ter um bom teor de matéria orgânica, profundos e bem drenados.
- A propagação se faz geralmente por sementes, devendo-se escolher as maiores e mais pesadas, sem manchas e deformações ou outro qualquer defeito, provenientes de plantas matrizes sadias vigorosas e produtivas.
  - As sementes devem ser semeadas em canteiros separadas umas das outras cerca de 3 a 5 cm em posição horizontal, regadas diariamente com exposição de luz de em média de 50%. A germinação ocorre entre 30 a 40 dias após a semeadura e o índice de germinação é cerca de 50%. Quando as mudinhas alcançam 5 cm de altura, faz-se a repicagem das mesmas para sacos de polietileno com capacidade para 2 a 3 kg de terra rica em matéria orgânica, permanecendo no viveiro por cerca de 12 meses.
  - As mudas devem receber tratos culturais adequados durante este período, alcançando 20 a 30 cm de altura e com 3 pares de folhas e caule com 1 cm de diâmetro, ou seja o ponto ideal para o plantio. As mudas são plantadas em covas com as dimensões de 0,40 m em todas as direções no espaçamento de 8 x 8 m, proporcionando uma densidade de 156 plantas por hectare. O plantio no Sul da Bahia é realizado entre os meses de maio a agosto, sob boas condições de sombreamento provisório com bananeira.

### Cuidados especiais
- Os cuidados com o cultivo se limitam a 4 limpas anuais a fim de evitar a concorrência com o mato. Realizar desbaste de bananeira a fim de eliminar o excesso de sombreamento, quando necessário.
- As pragas mais comuns são os insetos sugadores, a exemplo de tripes, todavia sem causar danos econômicos significativos.
- Doenças: Há registro da enfermidade, vulgarmente conhecida como, Mal Rosado provocada pelo fungo Corticium salmonicolor, cujo controle é feito cortando o galho infectado de 20 a 30 cm do ponto de infecção. Em seguida pulveriza com fungicida à base de cobre a 5%. Os galhos doentes eliminados devem ser queimados fora da área da cultura.

### Colheita
- A moscadeira nas condições da região Sul da Bahia, inicia a produção aos 4 anos, superando os países de origem, onde as primeiras frutificações ocorrem aos 6 anos. Os frutos são deiscentes (se abrem quando maduros) e medem de 5 a 8 cm de diâmetro. Quando maduros, apresentam coloração amarelo-claro e se racham em duas partes, colocando à mostra as sementes. As sementes de forma oval, medem de 3 a 4 cm de comprimento por 2 a 3 de largura, tegumento lenhoso e duro, marrom brilhante escuro, envolvido por uma membrana de cor roxo – avermelhado, que é o arilo ou macis. Rompendo a casca dura das sementes, encontra-se a amêndoa da noz-moscada.
- Apenas as plantas dotadas de flores femininas produzem frutos, porém é necessário manter no plantio o percentual de 10 a 20% de plantas masculinas para que ocorra uma boa fecundação. A maturação dos frutos ocorre com 170 a 180 dias após a fecundação, com os frutos de coloração amarela pálida. O rendimento varia com a idade da planta, vigor e estado fitossanitário da planta. Uma boa produção é estimada em 1 500 a 2 000 frutos por ano, o que corresponde 10 a 15 kg de sementes frescas, e 3 a 4 kg de macis. Após a secagem resulta em 5 a 7 kg de noz-moscada e 1,5 a 2 kg de arilo. A concentração da produção é entre os meses de abril a setembro.

## Melhoramento
- Após a colheita os frutos são conduzidos para galpões, onde são abertos para retirada das sementes. Separa-se o arilo das sementes, colocando as mesmas a secar por um período de 9 a 13 dias. As sementes passam por um período de três semanas para secarem, e quando secam, chocalham ao se agitá-las. Durante a secagem, tanto o arilo quanto a semente deve ser revolvido de hora em hora, a fim de uniformizar o processo de secagem.
- Faz-se então a extração da noz, golpeando-se a ponta da semente seca com um pequeno pedaço de madeira, com cuidado para não esmagar a noz. Após o beneficiamento as nozes são armazenadas em vasilhames apropriados: caixas ou sacos plásticos, fechados e armazenados em local iluminado e úmido.

## Uso medicinal
A noz moscada, Myristica fragans, é uma planta que de início era cultivada no oriente e que foi introduzida no ocidente no final da idade média. O principal composto aromático da noz moscada é o isoeugenol, uma molécula muito semelhante à molécula que fornece o aroma do cravo-da-índia - o eugenol. Apesar desse composto ter sido muito utilizado pela população, é necessário ressaltar que o motivo da sua existência e produção pela planta é justamente a proteção, e são utilizados como pesticidas contra animais predadores, fungos, que poderiam ameaçar sua integridade. Apesar da característica tóxica desse produto metabólico, a noz moscada pode ser utilizada pelo homem em quantidades pequenas devido à capacidade que temos de desintoxicar através da atividade hepática, e aliás, a quantidade tóxica dificilmente seria ingerida em condições habituais. 
Um dos primeiros usos medicinais da noz moscada foi na China para o tratamento de reumatismo e dores de estômago, no sudeste da Ásia para disenteria e cólica e também na Europa - uso mais conhecido - na época da Peste Negra, em que utilizavam saquinhos  contendo noz-moscada pendurados no pescoço para proteção contra a doença. Apesar da grande quantidade de doenças que assolaram o continente naquele período, a mais temida e a que trouxe maior número de mortes foi a Peste negra, ou bubônica, que era transmitida por pulgas e a intenção do uso dessa espécie era na ação repelente contra as pulgas.
Além do uso potencialmente medicinal, a noz moscada também apresenta  as moléculas miristicina e elemicina, que no consumo de alta quantidade de nozes são relacionadas à atividades alucinógenas descritas na história. Apesar desses relatos, não se sabe ao certo a real capacidade psicoativa dessas moléculas e estima-se que podem ocorrer reações metabólicas capazes de convertê-las em outras moléculas que poderiam levar aos efeitos relatados. 
Compostos lipídicos da noz-moscada
O principal componente lipídico da noz-moscada é a trimiristina (cerca de 70%), um triacilglicerol cuja hidrólise produz ácido mirístico, um dos compostos mirísticos mais importantes industrialmente. O ácido mirístico é utilizado na formulação de cremes e loções cosméticas para conferir corpo e toque aveludado à pele. Pode reagir com álcoois e álcoois graxos para formar ésteres como: miristato de miristila, miristato de isopropila e miristato de cetila.
Os lipídeos são macronutrientes presentes nos alimentos e são compostos solúveis em solventes apolares. Os lipídios podem ser derivados ou possuir ácidos graxos em sua estrutura. Os ácidos graxos, além de sua função energética, podem fornecer sabor e aromas alimentares. Os principais tipos de lipídeos são óleos e gorduras, eles diferem em seu estado físico à temperatura ambiente, o óleo é um líquido e a gordura é um sólido.
Os ácidos graxos (óleos) são amplamente distribuídos na natureza, não só no reino vegetal, mas também no reino animal. Dependendo do tipo de ligações químicas presentes, elas podem ser classificadas como saturadas e insaturadas. As moléculas insaturadas contêm uma ou mais ligações duplas, enquanto as moléculas saturadas não possuem essas ligações entre dois átomos de carbono. As gorduras de origem vegetal provêm do processo de hidrogenação dos óleos vegetais.
Os óleos vegetais são ricos em triglicerídeos com cadeias laterais de ácidos graxos que variam em número de carbonos de 10 a 18, com os óleos mais abundantes em média de 14 a 18. Ésteres são compostos derivados de ácidos carboxílicos nos quais o hidrogênio ionizável é substituído por um grupo orgânico. Os triésteres (ou triglicerídeos) que compõem o óleo são ésteres formados pela combinação de três moléculas de ácidos graxos com uma molécula de glicerol, ou seja, os três grupos hidroxila do glicerol sofrem reações de esterificação com ácidos graxos. Diacilglicerídeos e monoacilglicerídeos quando apenas dois ou um grupo hidroxila são esterificados com ácidos graxos, respectivamente.
Os ácidos graxos saturados mais comuns são o ácido palmítico (ácido palmítico) e o ácido esteárico (ácido esteárico), e os ácidos graxos insaturados mais comuns são o ácido cis-9-octadecanóico (ácido oleico) e o ácido cis-9-octadecanóico 9, cis- ácido 12-octadecanóico (ácido linoleico). Pode-se dizer também que os ácidos graxos insaturados predominam sobre os ácidos graxos saturados, principalmente nas plantas superiores. Os ácidos graxos insaturados têm pontos de fusão e ebulição mais baixos do que os ácidos graxos saturados com o mesmo comprimento de cadeia de carbono.
A utilização da noz-moscada na produção de alimentos em nível industrial e doméstico visa potencializar as propriedades organolépticas, porém, com o avanço da tecnologia, a fração lipídica se destaca na indústria devido à presença de alguns compostos como os triacilgliceróis.
Benefícios da noz-moscada para a saúde
Como dito anteriormente, a noz moscada possui os compostos miristicina e elemicina que, segundo estudos, têm propriedades estimulantes para o cérebro, aumentando a capacidade de concentração, diminuindo o estresse, a fadiga e o esgotamento mental. Além disso, a noz-moscada ajuda a dormir melhor - fato que justifica o porque o chá dessa planta é recomendado para tratar casos de insônia, ansiedade e estresse, uma vez que promove o relaxamento. 
Após testes realizados em camundongos, os resultados comprovaram que o extrato de noz-moscada diminui significativamente os níveis de glicose no sangue. Desse modo, a planta mostra-se como uma aliada no controle da diabetes, uma vez que estimula a liberação de insulina pelo pâncreas.  Além dos benefícios citados anteriormente, a noz-moscada também alivia a dor. Historicamente falando, a planta é utilizada na medicina chinesa para tratar dores abdominais e inflamações. Já para as dores musculares e artrite, sua forma em óleo é recomendada para tratamento. 
Dentro desse contexto, o óleo também pode ser utilizado para auxiliar na digestão. Isso ocorre, pois a noz-moscada ajuda nas dores de estômago, além de aliviar a diarreia, prisão de ventre e inchaço abdominal. 
Por fim, tem-se o tratamento do mau hálito como um benefício da planta para a saúde. A noz-moscada possui propriedade antibacteriana e é utilizada para tratar a halitose, haja vista que uma das razões do mau hálito é o acúmulo de bactérias nas bocas. Por conter essa propriedade, a planta pode ser encontrada como ingrediente em cremes dentais. 

## Comercialização
- É largamente comercializada, principalmente na Europa, como condimento na indústria frigorífica e farmacêutica, na perfumaria e tabacaria. Anualmente, comercializam-se com os países da Europa e Oriente Médio, cerca de 10 mil toneladas no valor de 30 milhões de dólares, o que atende apenas a 50% das necessidades do mercado mundial.
- A nível mundial, os principais países produtores são: Granada, Indonésia, Índia, Papua-Nova Guiné, Sri Lanka, Tanzânia, Trinidad e Tobago e Tailândia. Já os principais compradores são: Reino Unido, França, Canadá, Estados Unidos, Japão, República Popular da China e Austrália